# Teatro Español Universitario
El Teatro Español Universitario (TEU) és una agrupació teatral espanyola creada el 1941.

## Història
L'antecedent més proper es troba a La Barraca, agrupació teatral universitària creada i dirigida per Federico García Lorca el 1931. Entre els que van ser membres d'aquell projecte es trobava Modesto Higueras que, en finalitzar la Guerra Civil Espanyola el setembre de 1939, fundaria l'anomenat Teatro Nacional de las Organizaciones Juveniles, embrió del que dos anys després va ser el Teatro Español Universitario.
La companyia es va estrenar el 23 de març de 1941 amb l'obra La mujer por fuerza de Tirso de Molina. Fins a l'any 1944, el TEU es va situar en l'àmbit del Sindicato Español Universitario. A partir d'aquest any i fins a 1956 va passar a dependre de l'Asesoría Nacional de Cultura y Arte dell Frente de Juventudes.
Higueras va dirigir el TEU fins a 1951 en una de les etapes de major esplendor de la companyia, temps en què van arribar a muntar una cinquantena d'obres, entre les quals destaquen Fuenteovejuna de Lope de Vega, La vida es sueño de Calderón de la Barca, els Entremeses de Miguel de Cervantes o El sí de las niñas de Leandro Fernández de Moratín. Després de Modesto Higueras, va ser el seu germà Jacinto qui va assumir la direcció de la companyia fins a 1955.
El TEU, en la seva època daurada, va ser un autèntica pedrera de professionals de l'escena i un revulsiu del panorama artístic de la postguerra espanyola. Només cal assenyalar que va ser aquesta companyia la que va estrenar l'obra mestra de Miguel Mihura Tres sombreros de copa el 1952.
Són molts els noms prestigiosos del món artístic que, d'una o altra manera, van estar vinculats al TEU: Gustavo Pérez Puig, Fernando Guillén, José María Rodero, Fernando Fernán Gómez, José Luis López Vázquez, Nati Mistral, María Jesús Valdés, Matilde Conesa, Alfredo Landa, Alicia Hermida, Valeriano Andrés, Gemma Cuervo, Jesús Puente, Juanjo Menéndez o Paco Valladares.